# Hyō-See
Der Hyō-See (japanisch 瓢湖 Hyō-ko) liegt in der japanischen Präfektur Niigata.

## Geschichte
Der See wurde in der Edo-Zeit zwischen 1625 und 1639 künstlich angelegt. Die Jagd um den See ist seitdem verboten.
Am 30. Oktober 2008 wurde ein Gebiet von 24 ha als Ramsar-Gebiet ausgewiesen. Etwa 300.000 bis 400.000 Besucher kommen besonders im Winter in den am See gelegenen Park, um die Schwäne und anderen Vögel zu beobachten.

## Fauna und Flora
Der Hyō-See ist reich an Vogelarten, so wurden insgesamt 100 verschiedene Vogelarten aus 13 Tier-Ordnungen und 31 Gattungen beobachtet. Aus der nationalen Roten Liste gefährdeter Arten Japans finden sich Kanadagänse, Ringelgänse, Waldsaatgänse, Brandgänse, Anser formosa, Seeadler, Riesenseeadler, Kornweihen, Wanderfalken, Stelzenläufer und Zwergseeschwalben. Mit Ausnahme der Art Anser formosa und dem Riesenseeadler gelten diese jedoch auf der internationalen Liste der IUCN als nicht gefährdet.
Auf dem See wachsen Wassernüsse, Indische Lotosblumen und Seerosen wie Euryale ferox, und am Ufer Schilfrohr, Zizania latifolia und Chinaschilf. An Land blühen je nach Saison die Kanadische Goldrute, Ostsibirische Schwertlilie, Monochoria korsakowii, Lysichiton camtschatcense und Kirschbäume.

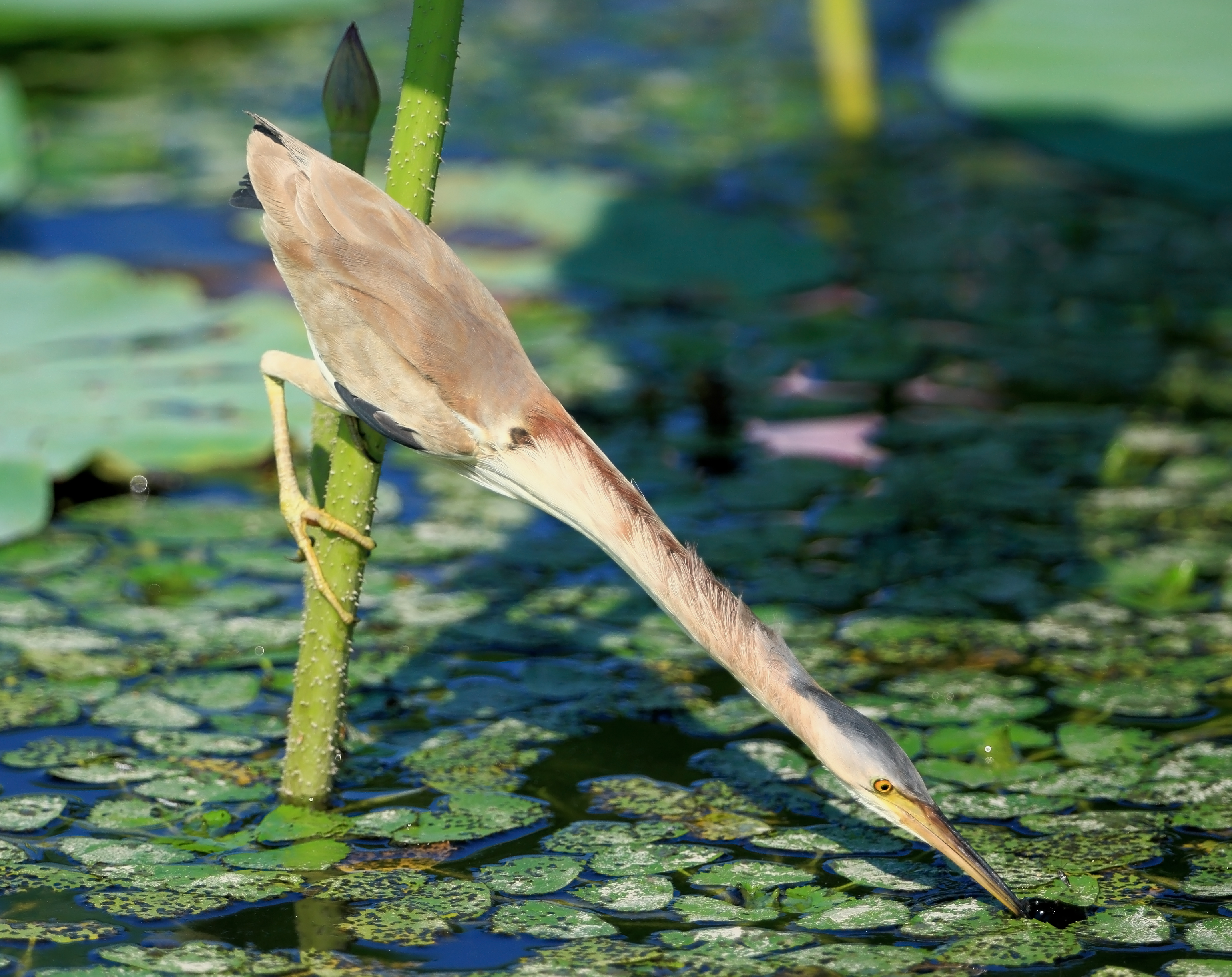
Chinadommel auf Fischfang am Hyō-See
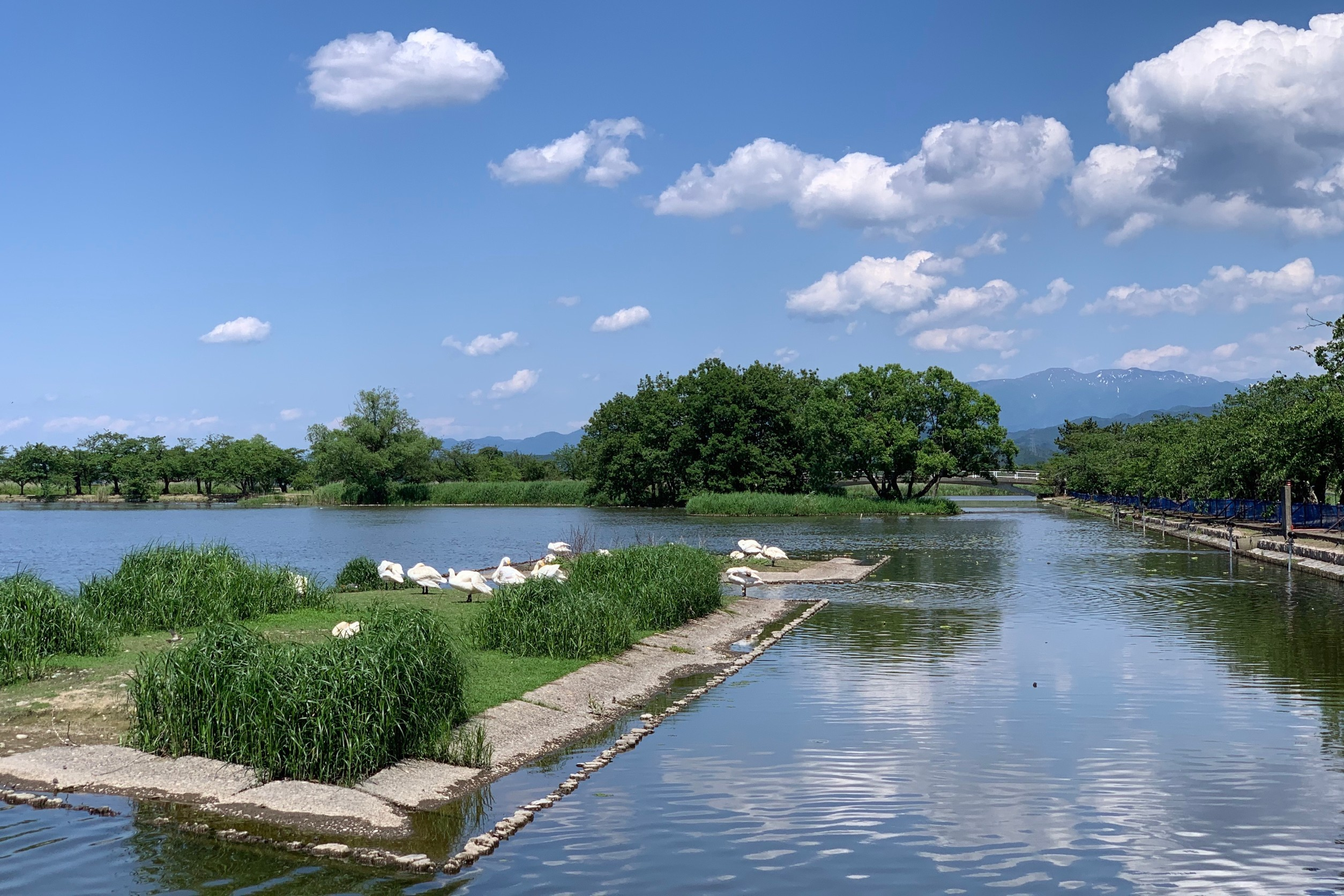
Schwäne am See